# 阿勒加什 (緬因州)
阿勒加什（英語：Allagash）是一個位於美國緬因州阿魯斯圖克縣的市鎮。

## 人口
根據2020年美國人口普查的數據，阿勒加什的面積為340.38平方千米，當中陸地面積為333.10平方千米，而水域面積為7.28平方千米。當地共有人口237人，而人口密度為每平方千米1人。